# Södermanlands runinskrifter 343
Södermanlands runinskrifter 343 är en vikingatida runsten av sandsten i Tveta kyrka, Tveta socken och Södertälje kommun. Runstenen finns i taket mellan vapenhuset och kyrkan. Den upptäcktes 1866. En del av stenen och runslingan är delvis skymd av muren. Runstenens synliga yta är 1,18 gånger 0,7 meter. Runhöjden är 5-8 centimeter. I mitten av runslingan finns ett kors.

## Inskriften
Translitterering av runraden:
inkialtr [: raisti : auk : þr]stin · stain · þina · at · arnfast : faþur : sin :
Normalisering till runsvenska:
Ingialdr ræisti ok Þorstæinn stæin þenna at Arnfast, faður sinn.
Översättning till nusvenska:
Ingjald och Torsten reste denna sten efter Ärnfast, sin fader.